# Wahlkreis Ilmenau I
Der Wahlkreis Ilmenau I war ein Landtagswahlkreis zur Landtagswahl in Thüringen 1990, der ersten Landtagswahl nach der Wiedergründung des Landes Thüringen. Er hatte die Wahlkreisnummer 38.
Der Wahlkreis umfasste einen Teil des damaligen  Landkreises Ilmenau mit folgenden Städten und Gemeinden:  Bücheloh, Elgersburg, Frauenwald, Gehren, Geraberg, Geschwenda, Gräfinau-Angstedt, Heyda, Ilmenau, Langewiesen, Manebach, Martinroda, Neustadt am Rennsteig, Oberpörlitz, Oehrenstock, Pennewitz, Schmiedefeld am Rennsteig, Stützerbach, Vesser und Wümbach.

## Ergebnisse
Die Landtagswahl 1990 fand am 14. Oktober 1990 statt und hatte folgendes Ergebnis für den Wahlkreis Ilmenau I:
| Direktkandidat | Partei (Kürzel) | Erststimmen (%) | Zweitstimmen (%) |
| -------------- | --------------- | --------------- | ---------------- |
| Michael Krapp  | CDU             | 40,6            | 40,7             |
|                | Chr. L          | -               | 00,4             |
|                | DFD             | -               | 00,6             |
|                | REP             | -               | 01,1             |
|                | DBU             | -               | 00,3             |
|                | DSU             | 12,0            | 08,9             |
|                | F.D.P.          | 08,5            | 07,7             |
|                | LL-PDS          | 09,6            | 09,1             |
|                | NPD             | -               | 00,2             |
|                | NFGRDJ          | 07,9            | 07,1             |
|                | SPD             | 19,5            | 22,4             |
|                | UFV             | 01,2            | 00,8             |

Es waren 44.645 Personen wahlberechtigt. Die Wahlbeteiligung lag bei 74,2 %.  Als Direktkandidat wurde Michael Krapp (CDU) gewählt. Er erreichte 40,6 % aller gültigen Stimmen.